# De Luisterlijn
De Luisterlijn, vormals Sensoor (bis 2008 SOS Telefonische Hulpdienst), ist die größte Einrichtung der Niederlande, welche ganztägig seelsorgerische Unterstützung anbietet. Neben dem Hauptsitz in Amersfoort gibt es 28 Niederlassungen im Land. Ungefähr 1.500 ehrenamtliche Helfer führen jährlich rund 300.000 anonyme Telefonate, Chats und E-Mailkorrespondenzen. Diese Anlaufstelle wird finanziert durch die Gemeinden. Auch Spenden werden eingenommen. Die Organisation ist Mitglied im Dachverband International Federation of Telephone Emergency Services.

## Geschichte
Der Rotterdamer Prediger H. J. Teutscher richtete 1958 nach dem Vorbild des Londoner Geistlichen Chad Varah den ersten telefonischen Seelsorgedienst in den Niederlanden ein. Zunächst wurde der Telefondienst nur von protestantischen Kirchen aus durchgeführt, später kamen katholische Freiwillige hinzu, und Ende der 1960er Jahre kamen Freiwillige in humanistischer Absicht hinzu.
Heute gibt es 28 Stützpunkte (zumeist in der Nähe der großen Städte). 2008 erfolgte die Umbenennung in Sensoor, ein Kunstwort aus „Sensibilität“ und „Ohr“ (niederländisch: oor). Am 12. Dezember 2018 wurde der neue Name De Luisterlijn (in Deutsch etwa: „Die Zuhörleitung“, im Sinne von: „Die Leitung, die zuhört“) vorgestellt. Die Stiftung wird geführt durch eine kleine Anzahl bezahlter Mitarbeiter (Zentrale, Management, Ausbilder/Begleiter und Administration), ergänzt durch die große Anzahl geschulter und zertifizierter Ehrenamtlicher, die die Gespräche führen.

## Aufgaben und Ziele
1.500 Ehrenamtliche stehen rund um die Uhr via Telefon (088 0767 000, kostenfrei) sowie per Mail oder Chat zur Verfügung. Ziel ist es „eine erste Hilfe für Personen mit sozialen oder psychischen Problemen zu sein; SOS Telefonische Hulpdienst [De Luisterlijn] verfolgt keine kommerziellen Ziele.“ 2019 wurden 322.518 Gespräche geführt, davon 88 % via Telefon. Die Finanzierung der Organisation erfolgt durch das Ministerie van Volksgezondheid, Welzijn en Sport.
Die Gespräche sind ein erster Anlaufkontakt bei akuten (psychischen) Problemen. Diese umfassen unter anderem: Beziehungsprobleme, Umgang mit dem Tod, Depression, Selbstfindungsprobleme aber auch Essstörungen oder selbstverletzendes Verhalten. Die ehrenamtlichen Helfer sind meistens keine Fachleute, werden aber geschult und trainiert, um Hilfesuchenden Möglichkeiten aufzuzeigen, sich selber zu verstehen und zu helfen. Bei De Luisterlijn wird die vollständige Anonymität gewahrt.
Im April 2021 wurde die kostenpflichtige Telefonnummer 0900-0767 durch eine kostenfreie Nummer ersetzt (088 0767 000).
In der COVID-19-Pandemie, als durch die verordneten Ausgangs- und Kontaktbeschränkungen viele Menschen an einem Mangel von Sozialkontakte litten, gab es einen deutlichen Zuwachs der Anrufe bei De Luisterlijn.